# Arabayona de Mógica
Arabayona de Mógica és un municipi de la província de Salamanca a la comunitat autònoma de Castella i Lleó. Limita al Nord amb El Pedroso de la Armuña, a l'Est amb Cantalpino, al Sud amb Villoruela i Babilafuente i a l'Oest amb Pitiegua.

## Demografia
| 1991 | 1996 | 2001 | 2004 |
| ---- | ---- | ---- | ---- |
| 611  | 551  | 492  | 481  |